# Thubten Chökyi Nyima
Thubten Chökyi Nyima, ook wel Erdeni Chögyi Nyima (Dagpo, 12 januari 1883 - Jyekundo, 1 december 1937) was de negende pänchen lama, ook wel tashi lama, van Tibet.

## Afkomst
Hij werd net als de vijfde pänchen lama, Lobsang Yeshe, geboren in de familieclan van de Bru. Dat was een familie die traditioneel aanhanger van de bönreligie was. De Tibetaanse geschiedschrijving heeft altijd veel moeite gedaan het feit te verhullen dat twee pänchen lama's afkomstig waren vanuit een familie van Böngelovigen.

## Achtergrond
Vanaf eind 18e eeuw was de pänchen lama de feitelijk heerser over ruim een derde deel van Centraal-Tibet. Gedurende de 19e eeuw waren er vier dalai lama's op jeugdige leeftijd in successie overleden onder mysterieuze omstandigheden. Dat betekende voor het grootste deel van die eeuw een feitelijke en materiële versterking van de positie van de pänchen lama ten opzichte van de dalai lama en de regering van historisch Tibet.
In 1895 werd de dertiende dalai lama Thubten Gyatso formeel geïnstalleerd. Hij was de eerste dalai lama na Ngawang Lobsang Gyatso (1617-1682) die voor een deel van zijn periode weer politieke en bestuurlijke macht over Centraal-Tibet uitoefende. De al lang aanwezige spanningen tussen de pänchen lama en de regering van de dalai lama bereikten in die periode dan ook hun hoogtepunt.

## Het hof van de jonge panchen lama

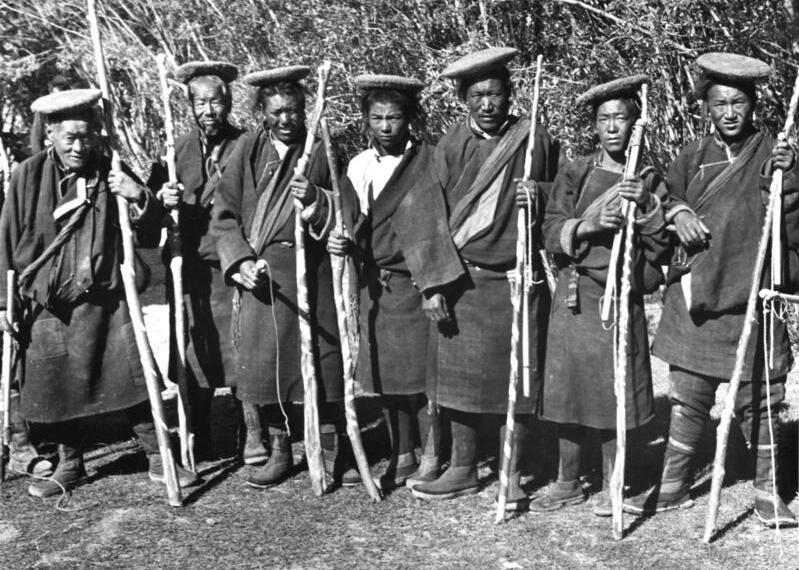
Dobdos, Knuppelgarde van strijdbare monniken in Gyantse, 1938

De jonge panchen lama groeide op aan een hof dat beheerst werd door  intriges en conflicten, waarbij moord als politiek instrument geregeld werd ingezet.
De vader van de panchen lama had in 1903 een verhouding met de vrouw van een van de hoogste monastieke functionarissen. Die vrouw trachtte de moeder van de panchen lama te vergiftigen. De poging mislukte, want de betreffende maaltijd werd per abuis genuttigd door de vader, haar eigen minnaar. Dit had nog geen dodelijke afloop, want de vader herstelde. Het leidde wel tot de ontdekking van zowel de minnares als daadster als  de buitenechtelijke relatie.
De bedrogen echtgenoot eiste sancties tegen de vader van de panchen lama. Daarop gaf de hoogste monastieke functionaris in Tashilhunpo, de  Kyabying Sengchen, een aantal dobdos, zeer strijdbare monniken het bevel  de vader dood te knuppelen.
De panchen lama zelf kwam in actie na deze moord op zijn eigen vader. Uit het onderzoek kwam naar voren dat de Kyabing Senchen in deze situatie de mogelijkheid had gezien het gezag van de panchen volledig te ondermijnen. Daarnaast had  de vorige  Senchen   in 1887 de doodstraf gekregen door verdrinking in een vat vanwege ongewenste contacten met de pundit-surveyor Sarat Chandra Das. Wraak van de toenmalige Senchen speelde ook een rol.
De macht van de panchen lama reikte niet verder dan het feit, dat de Sengchen  uit zijn functie werd gezet en zijn landgoederen en andere bezittingen  verloor.

## Aanleiding tot conflict met de dalai lama

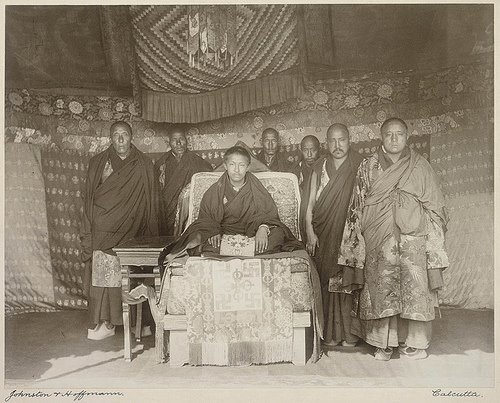
De panchen lama met zijn entourage in Calcutta in 1906

In 1904 vond er onder leiding van Francis Younghusband een Britse Veldtocht in Tibet plaats en werd Lhasa ingenomen. De dertiende dalai lama vluchtte naar Urga, het huidige Ulaanbaatar in Mongolië. Daar verbleef hij tot 1906 en vervolgens korte tijd in China. In 1909 keerde de dalai lama terug naar Tibet, maar vluchtte daarna opnieuw, ditmaal naar India als gevolg van een Chinese poging het keizerlijk gezag in Tibet te herstellen. Het was pas na de val de Qing-dynastie in 1911 dat de dalai lama zich weer definitief in Lhasa vestigde.
In de periode van zijn ballingschap hadden belangrijke Tibetaanse functionarissen en delen van de gelughiërarchie posities ingenomen met hulp van ofwel de Britten dan wel de Chinezen; ze leken op die manier het gezag van de dalai lama te ondermijnen. In 1905 had de Britse handelsagent W. O'Connor de pänchen lama bezocht en in 1906 bezocht de pänchen lama India op uitnodiging van de regering van Brits-Indië. De conclusie van de Britten was, dat de pänchen lama niet ongenegen was zijn politieke onafhankelijkheid van Lhasa te vestigen met Britse steun.
In 1910 toen de dalai lama naar India vluchtte, weigerde de pänchen lama zich bij hem te voegen. Gedurende een deel van die periode verbleef de pänchen lama in de verblijven van de dalai lama in Lhasa en nam hij deel aan activiteiten met Lianyu, de Chinese amban in Lhasa.
Na 1911 weigerden volgelingen van de pänchen lama te assisteren in het verwijderen van Chinese militairen in Shigatse, het traditionele thuisgebied van de pänchen lama.

## Het conflict
Na de terugkeer uit India raakte de dalai lama overtuigd van de noodzaak tot de opbouw van een groter en meer modern uitgerust Tibetaans leger. Voor de financiering daarvan legde hij een speciale belasting op aan zowel monastieke als seculiere grootgrondbezitters. Naast de regering van Tibet was de pänchen verreweg de grootste grondbezitter in het land. In 1791, gedurende de oorlogen met de Gurkha's uit Nepal, had de toenmalige pänchen lama een vierde van de oorlogskosten moeten betalen. Thubten Gyatso gebruikte dat als een precedent en legde in 1916 de pänchen lama de verplichting op om 25% van de kosten te betalen van de militaire inspanningen in 1912-1913 tegen de Chinezen alsmede ook een kwart van de kosten voor de oorlog met de Britten in 1888 en 1904.

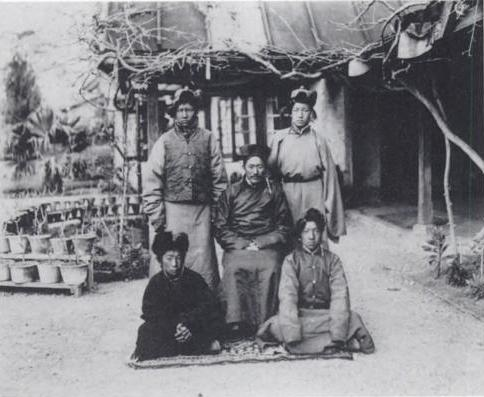
Lungshar had vier Tibetanen op een studiereis naar Engeland begeleid

De pänchen lama weigerde hiermee akkoord te gaan en betaalde slechts een deel van de opgelegde belastingen. In 1917 verhoogde de dalai lama de belastingen op verplichtingen van horigen van het grondgebied van Tashilhunpo, het klooster van de pänchen lama. In 1922 en 1923 werden additionele belastingverhogingen op bezittingen van de pänchen lama van kracht. De pänchen lama protesteerde. Hij betoogde dat de betaling van de kosten van 25% voor de oorlog uit 1791 slechts van toepassing was vanwege het feit, dat zijn eigen grondgebied in Shigatse rechtstreeks aangevallen werd. Hij betoogde verder dat hij simpelweg niet in staat was deze belastingen te betalen en tegelijkertijd aan de uitvoering van religieuze verplichtingen te voldoen. Hij presenteerde daarbij verklaringen van vorige dalai lama's die de pänchen lama's belastingvrijheid hadden geschonken. Ieder jaar stapelen de belastingschulden zich echter op.
De Tibetaanse politicus Lungshar speelde een belangrijke rol in het conflict. Hij overtuigde de dalai lama ervan dat op basis van zijn onderzoek de pänchen lama wel degelijk in staat moest zijn de verhoogde belastingen te betalen. Lungshar betoogde, dat het werkelijke motief van de pänchen lama gelegen was in het niet willen accepteren van de autoriteit van de dalai lama.
Na vergeefse verzoeken aan de Britten om te bemiddelen en na een ultimatum van de dalai lama vluchtte de pänchen lama uiteindelijk eind 1923 naar China en verliet hij Tibet om er nooit meer terug te keren. Door een aanzienlijk deel van de gelughiërarche werd de vlucht echter gezien als een gevolg van de door hen als zeer ongewenst geziene seculiere veranderingen en de op dat moment prominente rol van een westers gezinde militaire factie in Lhasa.

## In ballingschap
De pänchen lama vestigde zich eerst in Xi'an en daarna tot aan zijn dood in 1937 in Jyekundo in de Chinese provincie Qinghai. Hij werd met zijn uitgebreide entourage feitelijk vanaf 1925 onderhouden op kosten van de Kwomingtang-regering. Dit feit werd later van grote betekenis bij de selectie van zijn opvolger, de tiende pänchen lama Lobsang Trinley Chökyi Gyaltsen.
Er waren een aantal pogingen met het doel om Thubten Chökyi Nyima te laten terugkeren naar Shigatse, onder meer met Britse bemiddeling. Met name de Kwomingtang meende groot belang bij een terugkeer van de pänchen lama te hebben, zodat deze dan als een bondgenoot van hen in Tibet zelf zou kunnen functioneren.
De pogingen tot bemiddeling mislukten allemaal omdat het wantrouwen tussen partijen te groot was. Met name de eis van de pänchen lama, dat hij alleen wil terugkeren met een gewapend escorte van enkele honderden militairen van de Kwomingtang, was voor de Tibetaanse regering onaanvaardbaar.

## Mongolië
In 1922 wist de communistische partij van Mongolië de macht in dit land te veroveren.
In 1924 overleed Ngawang Losang Chökyi Nyima Tenzin Wongchuk de achtste Jabzandamba en hoogste vertegenwoordiger van de gelug in Mongolië. De partij wist de zoektocht naar een opvolger te verhinderen. Enkele jaren later begon daarop in Mongolië een vervolging van het georganiseerde boeddhisme, die in de jaren 30 zijn hoogtepunt bereikte. Dit conflict tussen de boeddhistische hiërarchie en de partij leek voor velen in het land een soort Armageddon dat de finale strijd tussen de krachten van het goed en het kwaad representeerde.
In die jaren '20 en 30 van de 20e eeuw begon de persoon van de pänchen lama het symbool van het verzet tegen de communistische partij te worden. De geruchten namen mythische vormen aan en er werd bijvoorbeeld gesteld dat hij als de incarnatie van de zesde pänchen lama, Lobsang Pälden Yeshe, en auteur van de belangrijkste "reisgids" naar Shambhala aan het hoofd van een leger zou uitrukken om de communisten te verslaan. Hij zou ook in het geheim het kind verbergen dat de negende Jabzandamba zou moeten worden. Thubten Chökyi Nyima had overigens inderdaad enig schriftelijk contact met enkele leiders van de boeddhistische opstand. Na 1932, toen de vervolging massale vormen aan had genomen, riep hij ook de overgebleven Mongoolse adel en de monniken op, in verzet te komen. Hij was echter geenszins in een positie om ook maar enige daadwerkelijke hulp te bieden.

## Het einde
In juli 1937 begon de Japanse invasie van China. De Kwomingtang had andere prioriteiten en realiseerde zich afhankelijk te zijn van Britse steun in de strijd tegen de Japanners. In die situatie verminderde de aandacht voor de kwestie voor terugkeer van de pänchen lama. Aan het eind van dat jaar 1937 overleed Thubten Chökyi Nyima na veertien jaar in ballingschap in China geleefd te hebben.
- Bibliothèque nationale de France: cb14557912s (data)
- CiNii: DA15059324
- Gemeinsame Normdatei: 118739190
- International Standard Name Identifier: 0000 0000 2352 7033
- KulturNav: 33a5dd93-7f97-4d70-986a-1599647a3b4b
- Library of Congress Control Number: n82218886
- Bibliotheek van het Japanse parlement: 00626173
- Nationale Bibliotheek van Tsjechië: jo2016901871
- Nationale Bibliotheek van Israël: 987007401619905171
- Nederlandse Thesaurus van Auteursnamen: 153654937
- Système universitaire de documentation: 078039967
- Virtual International Authority File: 64802703
- WorldCat: E39PBJfh8xvrC8mB3gjkv4CJDq